# NGC 2403
NGC 2403 je spiralna galaksija u zviježđu Žirafi, udaljena 8 milijuna svjetlosnih godina. Promjera je 50,000 svjetlosnih godina, upola manja od Mliječnog Puta, a magnituda galaksije je 8.9. Ovo je po veličini i karakteristikama jedna je od najsličnijih galaksija galaksiji Messier 33. Tako NGC 2403, kao i M33, ima mnogo H II regija, pa i više njih. Galaksija ima ogromnu H II regija NGC 2404. NGC 2404 ima promjer od 2,000 svjetlosnih godina što znači da je veća od maglice 30 Doradus, pa je tako jedna od najvećih H II regija uopće poznatih. Njena lokacija na rubu galaksije i velika veličine pridonosi sličnosti između NGC 2403 i M33, jer je NGC 604 u M33 također pozicioniran na rubu galaksije i najveća je H II regija u galaksiji. 
U ovoj galaksiji je 2004. eksplodirala supernova SN 2004dj, najsjajnija i najbliža supernova u 17 godina. Do danas ostaje najsjajnija i najbliža supernova 21. stoljeća. 
Galaksija pripada grupi M81, te je na samom rubu te grupe.

## Vanjske poveznice
- SEDS: NGC 2403